# Communauté de communes de Canisy
Die Communauté de communes de Canisy ist ein ehemaliger französischer Gemeindeverband mit der Rechtsform einer Communauté de communes im Département Manche in der Region Normandie. Sie wurde am 28. Dezember 1993 gegründet und umfasste neun Gemeinden. Der Verwaltungssitz befand sich im Ort Canisy.

## Historische Entwicklung
Zum 1. Januar 2016 bildeten die Gemeinden Gourfaleur, La Mancellière-sur-Vire, Saint-Romphaire und Saint-Samson-de-Bonfossé eine Commune nouvelle unter dem Namen Bourgvallées.
Mit Wirkung vom 1. Januar 2017 fusionierte der Gemeindeverband mit der Saint-Lô Agglo (vor 2017) und bildete so die gleichnamige Nachfolgeorganisation Saint-Lô Agglo. Trotz der Namensgleichheit handelt es sich um eine Neugründung mit anderer Rechtspersönlichkeit.
Gleichzeitig wurde die Gemeinde Saint-Ébremond-de-Bonfossé mit Canisy zu einer Commune nouvelle zusammengeschlossen.

## Ehemalige Mitgliedsgemeinden
1. Bourgvallées (C/N)
2. Canisy
3. Carantilly
4. Dangy
5. Le Mesnil-Herman
6. Quibou
7. Saint-Ébremond-de-Bonfossé
8. Saint-Martin-de-Bonfossé
9. Soulles